# JJポリマー
JJポリマー（ジェイジェイポリマー）は、ホリプロコムに所属していたお笑いコンビ。2011年9月30日解散。

## メンバー
- 成田 優介（なりた ゆうすけ、1976年6月8日 - ）

北海道出身、身長180cm、O型。
ボケ担当。
元競馬騎手で、調教師の成田春男の息子。
イラストレーター「リタ・ジェイ」としても活動している。リタ・ジェイとしては、ホリプロのライセンス企画部に所属。日本文学館主催の第1回『ポストカードブックコンテスト』においてグランプリを受賞。
2005年12月23日から12月27日まで、自身初の個展『リタ・ジェイイラスト展 A LOT OF TAROT』を東京・渋谷区代官山町で行う。
コンビ解散後は事務所に残り、ピン芸人として活動中。
2015年5月1日に芸名を「インコさん」に変更している。
- 大森 よしき（おおもり よしき、1976年6月15日（49歳） - ）

神奈川県出身、身長172cm、AB型。
2009年の11月、日本放送作家協会主催の『南のシナリオ大賞』にて佳作を受賞。
講談社イラストコンクールにて、佳作を受賞。
ホリプロ所属のガールズ演劇ユニット「Girl〈s〉ACTRY 」の公演の脚本、演出を手掛けている（本名の大森淑貴名義）。
その他『リンカーン』や、『笑っていいとも!』に出演して披露したことのある特技に、肩の関節を外すようにして行う軟体芸がある。

### 元メンバー
- 深堀 圭太（ふかぼり けいた、1977年1月2日（48歳） - ）

千葉県出身、身長176cm

## 略歴
- 1999年11月結成、同月にホリプロお笑いオーディションに合格し、デビュー。当初はトリオだった。
- 結成当初のトリオ名は「キッチンメイト・チョッパー」。その後「しゅりけん売り」に改名、2002年4月の現在のJJポリマーに改名。この名前は、事務所の社長に「好きなキーワードを1000個書いて来い」と言われ、その中から社長が「ポリマー」を選び、これに雑誌名の「JJ」を合わせて名付けたという[1]。
- 2003年1月、ホリプロコム発足によりホリプロ本社からホリプロコムに移籍。
- 2003年4月頃に深堀圭太が脱退しコンビとなる。
- これまでには漫才も披露していたこともあったが、その後コントを行うことが多くなり、大森の演技に成田が実況中継を付けるといったネタなどがあった。オムニバスコントライブ『実弾生活』などを行っていた。

## 出演

### テレビ
- 爆笑オンエアバトル（NHK総合）戦績0勝4敗 最高369KB
  - トリオとして2回、コンビとして2回出演。
- 爆笑トライアウト（NHK総合、2009年7月7日）
  - 会場審査は7位（365TP）、視聴者投票は4位（568票）。
- オンバト+（NHK総合）戦績0勝1敗 最高257KB
- さまぁ〜ずと優香の怪しい××貸しちゃうのかよ!!（テレビ朝日） - 2004年8月24日
- 決定!これが日本のベスト100・血液型ランキング芸能人100人!血液型大実験スペシャル（テレビ朝日） - 2004年12月19日、大森のみ
- BSブランチ（BS-i） - 2005年3月19日、2006年5月13日
- バリオク!（日本テレビ） - 2005年10月3日、同年12月5日、同年12月19日、いずれも成田のみ
- 東京金歯（BSフジ） - 2005年9月6日
- なつめぐ堂（日本放送） - 2006年7月7日
- リンカーン（TBSテレビ） - 2007年7月3日 、大森のみ
- キャラ☆キング（テレビ朝日制作、独立UHF局各局等ネット） - 『セクシー将棋』（成田のみ解説者「羽生蝮（はぶまむし）義春」役）、『セクシー社交ダンス』（同じく成田のみ解説者「加藤ステップ一二三」役）のそれぞれのコントで、いずれもチェリー☆パイと共演[2]。
- エンタの天使（日本テレビ） - 2009年2月4日（第8回）、キャッチコピーは「美妙なる空気感」
- お笑い図鑑 ハマヌキ（tvk）
- スピードワゴンのナマ出し（GYAO!）
- ハガネの女 season2 第4話（テレビ朝日） - 2011年5月12日、成田のみ

### ラジオ
- JJポリマーの実弾WAVE（木更津コミュニティ放送） - 2006年4月〜2007年9月、土曜日レギュラー
- 笑ってE-じゃん!（アール・エフ・ラジオ日本） - 2006年8月23日

### DVD
- ホリプロお笑い紅白ネタ合戦・ストロング混合（2004年）

### CM
- ニンテンドー3DS版 ドラゴンクエストX オンライン 親子篇（2014年）成田のみ

## 書籍

### 雑誌連載
※いずれも成田（リタ・ジェイ）によるもの。
- 裏遊戯生活（ブレイン・ストーム『隔月刊コードフリークAR』内） - 『成田優介の実弾遊戯』
- スネに絡まる磁気テープ（筑摩書房『O（オー、大田垣晴子責任・監修）』内）
- ゲーマーケースブック（マイクロマガジン社『ゲーム批評』内）
- 銀河統一（エイ出版社『Lightning』内）
- ヤフオク実弾生活（英和出版社『べんりねっと生活』内）

### 著書
※いずれも成田（リタ・ジェイ）によるもの。
- 競りマニア成田優介の HOW TO ネットオークション（日本テレビ出版）
- A LOT OF TAROT（日本文学館） - 第1回ポストカードブックコンテストでの作品を書籍化。
- ザ・たっちの日本すかし話（小学館） - イラスト提供。
- 青春サイバーアクション漫才ハードボイルドコメディな転校生（PHP研究所スマッシュ文庫）